# Nautilocalyx
Nautilocalyx es un género con más de 70 especies de plantas herbáceas perteneciente a la familia Gesneriaceae. Es originario de América.

## Descripción
Son hierbas perennes. El tallo erecto, ascendente o decumbente ± suculento. Las hojas contrarias, en parejas o distantes (rara vez), que forma una roseta suelta. Las inflorescencias son axilares, en cimas fasciculadas, o flores solitarias. Sépalos desiguales, de color verde. Corola color blanco a amarillo, por lo general con manchas de color púrpura o con líneas. El fruto es una cápsula bivalva. El número de cromosomas: 2n = 18.

## Distribución y hábitat
Se distribuyen a lo largo de la América tropical, excepto el sudeste de Brasil. Crecen en la sombra, lugares húmedos y rocas en los bosques. 

## Etimología
El nombre está compuesto por el término latino nautilo, un marinero o un molusco marino con una cáscara peculiar, y el sufijo del latín cáliz = cáliz. No está claro cuál es el nombre al que alude.

## Especies seleccionadas
| - Nautilocalyx biserrulatus - Nautilocalyx bracteatus - Nautilocalyx bullatus (Lem.) Sprague - Nautilocalyx colombianus - Nautilocalyx dressleri - Nautilocalyx ecuadoranus Wiehler - Nautilocalyx forgetii (Sprague) Sprague - Nautilocalyx glandulifer Wiehler - Nautilocalyx lucianii | - Nautilocalyx lynchei (Hook.f.) Sprague - Nautilocalyx melittifolius - Nautilocalyx pallidus - Nautilocalyx panamensis - Nautilocalyx pemphidius - Nautilocalyx pictus - Nautilocalyx purpurascens - Nautilocalyx vinosus Wiehler - Nautilocalyx whitei |